# Taylor Milton
Taylor Milton (San Diego, 22 agosto 1992) è una pallavolista statunitense, opposto del Vampula.

## Carriera

### Club
La carriera di Taylor Milton inizia nei tornei scolastici californiani, giocando per la Cathedral Catholic HS. Dopo il diploma partecipa alla NCAA Division I dal 2011 al 2014 con la Santa Clara.
Nella stagione 2015-16 firma il suo primo contratto professionistico col Fischbek, partecipando alla 1. Bundesliga tedesca, mentre nella stagione seguente si trasferisce in Svizzera, dove difende i colori della Top Lucerna, in Lega Nazionale A. Successivamente approda nelle Filippine, prendendo parte alla PSL Grand Prix Conference 2017 con lo United.
Per il campionato 2018-19 si accasa nella Volley League greca col Thetis, mentre nel campionato seguente emigra nella A' katīgoria cipriota, vestendo la maglia dell'Anorthōsīs, con cui vince la Supercoppa cipriota, che lascia già nella stagione 2020-21, andando a giocare nella Lentopallon Mestaruusliiga finlandese con il Vampula.

## Palmarès

### Club
- Supercoppa cipriota: 1

2019